# Vasilij Lomonosov
Vasilij Georgijevič Lomonosov (rusky Василий Георгиевич Ломоносов; 1896 Radolicy v Petrohradské gubernii – 20. října 1939) byl pracovníkem sovětské státní bezpečnosti.

## Životopis

### Mládí
V roce 1911 absolvoval školu v Petrohradě, pracoval v elektromechanické továrně v Nikolajevu a od srpna 1916 do září 1917 sloužil v ruské armádě, později od srpna 1918 do května 1921 v Rudé armádě. V červenci 1919 vstoupil do KSR (b) a hned v srpnu 1919 se stal tajemníkem vojenského komisariátu 471. pohraničního pluku, kde zůstal do února 1920 a zúčastnil se bojů s Finy a války s Polskem. V květnu 1921 se stal předsedou divizního výboru pro boj s dezercí a štábním komisařem 4. pěší divize.

### Čeka/GPU/OGPU
V květnu 1921 začala jeho kariéra v orgánech Čeky — mezi srpnem 1921 a lednem 1922 byl pověřen vedením agentury zvláštního oddělení Čeky u 4. pěší divize a poté až do února 1923 pracoval jako asistent vedoucího zvláštního oddělení GPU u této divize. Od února do srpna 1923 byl vedoucím zvláštního oddělení OGPU u 7. samarské jezdecké divize, od srpna 1923 do 1. srpna 1924 vedoucím zvláštního oddělení OGPU u Minské pěší divize a od 6. září 1924 do 16. dubna 1926 vedoucím zvláštního oddělení OGPU u 29. divize finského proletariátu. Od 16. dubna 1926 do 8. května 1930 byl přednostou zvláštního oddělení OGPU u 16. pěšího sboru a současně od 15. června 1926 do 8. května 1930 vedoucím okresní pobočky OGPU v Mogilevu.
8. května 1930 byl jmenován vedoucím zvláštního oddělení GPU Běloruské SSR a zároveň vedoucím zvláštního oddělení OGPU u 3. jízdního sboru. Ve zvláštním oddělení v Bělorusku byl 1. října 1930 sesazen na místo asistenta stejného oddělení, Přestože byl 25. února 1931 odvolán z funkce asistenta, v armádě povýšil na náčelníka operačního sektoru OGPU ve Vitebsku a současně na náčelníka zvláštního oddělení OGPU u 4. pěšího sboru. 8. září 1932 byl z Běloruska odvelen do Čečenska, kde se stal na krátkou dobu (do 10. prosince 1932) okresním náčelníkem GPU. Poté byl až do 15. září 1933 zařazen jako vedoucí donského operačního sektoru OGPU. 15. září 1933 byl jmenován vedoucím operačního sektoru OGPU Stavropol a postavení si udržel i při reformě tajných služeb 10. července 1934, kdy vznikla NKVD.

### NKVD
22. března 1935 byl převelen do Dagestánské ASSR, kde se stal vedoucím ředitelství NKVD. 25. prosince 1935 byl povýšen do hodnosti kapitána státní bezpečnosti. 16. února 1937 se stal lidovým komisařem pro vnitřní záležitosti Dagestánské ASSR a 8. července 1937 byl povýšen na majora státní bezpečnosti. V 1. funkčním období byl poslancem Nejvyššího sovětu SSSR.
Dne 29. prosince 1938 byl zatčen a 26. září 1939 odsouzen Vojenským kolegiem Nejvyššího soudu SSSR k trestu smrti. Následně byl zastřelen.

## Vyznamenání
- Řád rudé hvězdy (SSSR) (19. prosince 1937)
- Řád rudého praporu práce Běloruské SSR (11. července 1932)
- Odznak „Čestný důstojník Čeky/GPU (XV)“ (8. dubna 1934)